# Alexandr Kuzněcov
Alexandr Alexandrovič Kuzněcov (* 22. července 1992 Sevastopol, Ukrajina) je ukrajinsko divadelní, filmový a televizní herec.

## Životopis
Narodil se v Sevastopolu na Ukrajině. V Sevastopolu se ovšem cítil kreativně omezený a přestěhoval se nejprve do Kyjeva a poté do Moskvy, aby zde pokračoval ve vzdělávání. V roce 2015 absolvoval na Ruské akademii divadelního umění a byl pozván do několika předních moskevských divadel. Vybral si Moskevské umělecké akademické divadlo, kde již po krátkém čase hrál hlavní role. Kromě filmu a televize účinkoval v mnoha divadelních inscenacích, například v Rebelech režiséra Alexandra Molochnikova či Oh, late love režiséra Dmitryho Krimova. V roce 2015 režíroval svou vlastní inscenaci The Gamblers (IGQKI) v divadelním centru Na Strastnom a zahrál si v ní i jednu z rolí.
Mezinárodnímu publiku se představil v seriálu z produkce Netflixu, Lepší než my, v dramatu Tak už konečně chcípni, táto a hudebním snímku Léto. Za hlavní roli ve filmu Kyselina režiséra Alexandra Gorčilina získal cenu na evropském filmovém festivalu SUBTITLE Spotlight.
Kromě herecké kariéry je také frontmanem kapely Space Punk Industry. Kuzněcov popisuje jejich hudbu jako kombinaci „britpopu a alternativy“.
V roce 2019 byl obsazen do hlavní role ve francouzském snímku Mon Légionnaire. V tomto filmu režisérky Rachel Lang se také objevil francouzský herec Louis Garrel.

## Filmografie

### Film
| Rok  | Název                                     | Role             | Poznámky                     |
| ---- | ----------------------------------------- | ---------------- | ---------------------------- |
| 2015 | Sindrom Petruški                          | mladý Petr       |                              |
| 2017 | Sobačatina                                | bratr            | studentský film, krátký film |
| 2018 | Léto                                      | skeptik          |                              |
| 2018 | Skif                                      | Marten (Kunitsa) |                              |
| 2018 | Spitak                                    | Viktor           |                              |
| 2018 | Tak už konečně chcípni, táto              | Matvey           |                              |
| 2018 | Kyselina                                  | Peter            | krátký film                  |
| 2019 | Bratrstvo                                 | Laryok           |                              |
| 2019 | Miluj je všechny                          | Dima             |                              |
| 2019 | Bolšaja poezija                           | Viktor           |                              |
| 2019 | Groza                                     | Kudryash         |                              |
| 2019 | Kotyol                                    | Sava             |                              |
| 2020 | Mon Légionnaire                           | Vlad             |                              |
| 2021 | Serdce Parmy                              | princ Mikhail    |                              |
| 2022 | Fantastická zvířata: Brumbálova tajemství | Helmut           |                              |

### Televize
| Rok  | Název        | Role         | Poznámky                    |
| ---- | ------------ | ------------ | --------------------------- |
| 2014 | Běsy         | gymnazista   | televizní minisérie, 4 díly |
| 2018 | Zatemnění    | Jan Suchilin | 11 dílů                     |
| 2019 | Lepší než my | Bars         |                             |
| 2019 | Soděržanki   | Kirill Somov |                             |
| 2019 | BiCheppi     | psycholog    |                             |